# مسينة (إيران)
مسينة هي قرية في مقاطعة شهرضا، إيران. يقدر عدد سكانها بـ 151 نسمة بحسب إحصاء 2016.